# Macrogomphus decemlineatus
Macrogomphus decemlineatus – gatunek ważki z rodziny gadziogłówkowatych (Gomphidae).